# 1892年民主党全国大会
1892年民主党全国大会 (1892 Democratic National Convention) は、1892年6月21日から23日にかけてイリノイ州シカゴで開催され、1884年と1888年に同党を主導したグローヴァー・クリーヴランドを再指名した。同大会では、36年振りに元大統領が大政党によって再指名された（ミラード・フィルモアは、1856年にホイッグ党によって指名された）。イリノイ州のアドレイ・E・スティーヴンソンは、副大統領候補に指名された。候補者は、総選挙で勝利した。